# Концертный тур

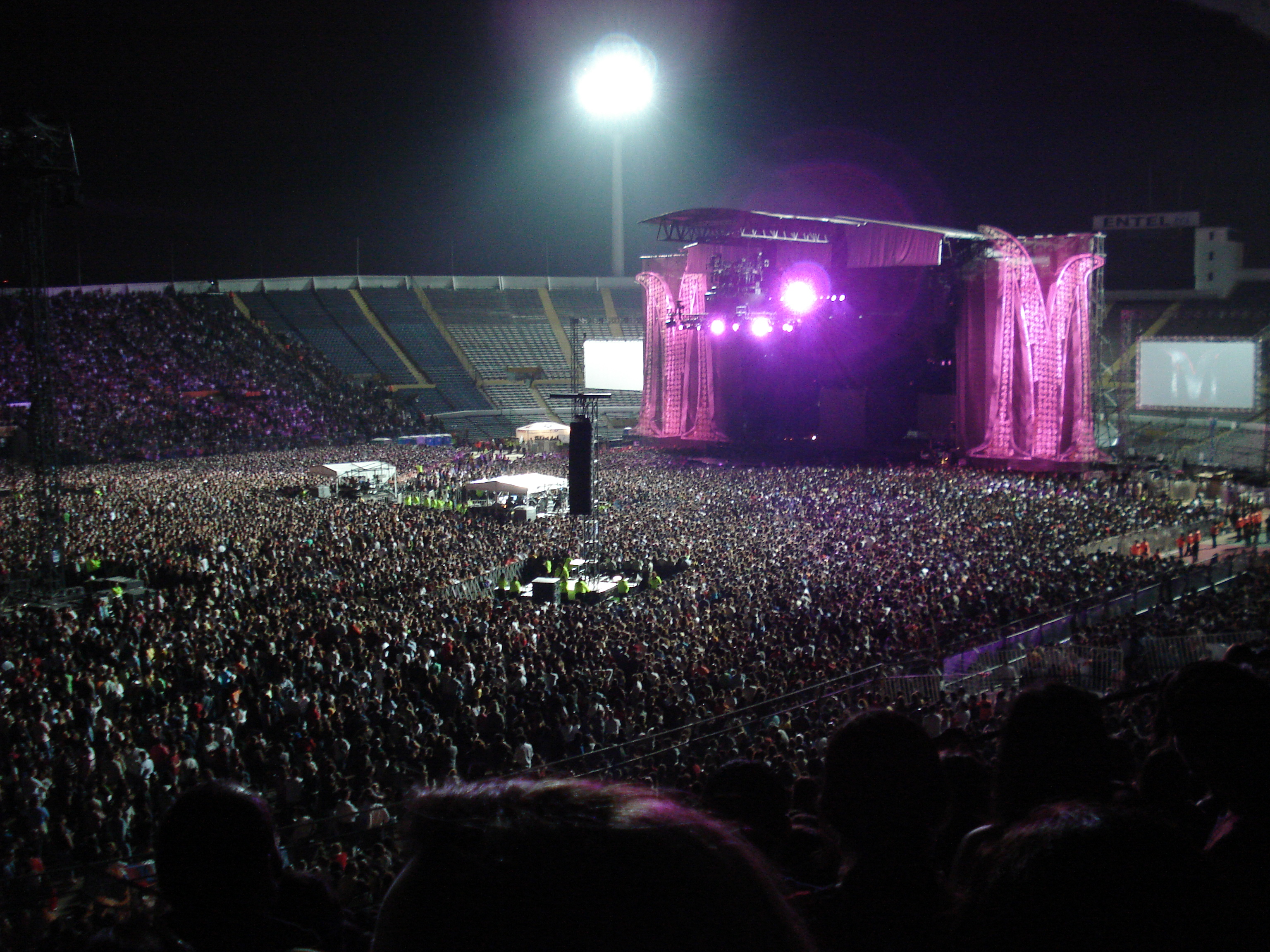
Концерт Мадонны на национальном стадионе Чили во время турне Sticky & Sweet Tour, 2008 год

Концертный тур (гастрольный тур или турне) — серия концертов артиста или группы артистов, проходящая в разных городах, странах или локациях. Зачастую концертные туры получают определённое название, чтобы отличать их друг от друга и ассоциировать конкретный тур с определённым альбомом исполнителя или событием (например, юбилеем). Как правило, в сфере поп-музыки концертные туры организуют в виде масштабных мероприятий, которые приносят огромные доходы от продажи билетов, могут длиться несколько месяцев или даже лет, их посещают сотни тысяч или миллионы человек. Исполнитель, который отправляется в концертный тур, называется гастролирующим артистом.
Длительные концертные туры состоят из нескольких частей, которые называются «этапами» (англ. «legs»). Каждый из таких этапов имеет собственное обозначение в зависимости от артиста и типа турне, но наиболее распространёнными средствами градации являются даты (особенно если в какой-то длительный перерыв), страны или континенты, а также разогревающие группы. Как правило, для отдельных этапов крупных туров в каждом географическом регионе используются местные гастрольные технические бригады и музыкальное оборудование. Зачастую туры организуются при помощи местных концертных промоутеров или импресарио. Обычно небольшими концертными турами управляет дорожный менеджер, а крупными — гастрольный менеджер.

## Логистика
Основной проблемой в организации концертных туров является вопрос правильной логистики, особенно для трансконтинентальных гастролей. Логистика турне должна быть очень продуманной, передвижение между выступлениями должно быть
выверенным и налаженным. По оценкам журнала Autoweek, для мирового турне Тейлор Свифт The 1989 World Tour требовалось от 30 до 50 грузовиков, чтобы доставить всю сцену, звуковое оборудование, инструменты, реквизит и костюмы. Когда Бейонсе посетила Великобританию со своим мировым туром The Formation World Tour, для доставки декораций и оборудования на места проведения концертов потребовалось семь грузовых самолётов Boeing 747 и парк из более чем 70 грузовиков. Причём это перемещение не включало транспортировку закулисного персонала, музыкантов, исполнителей и самой певицы.

## Темы

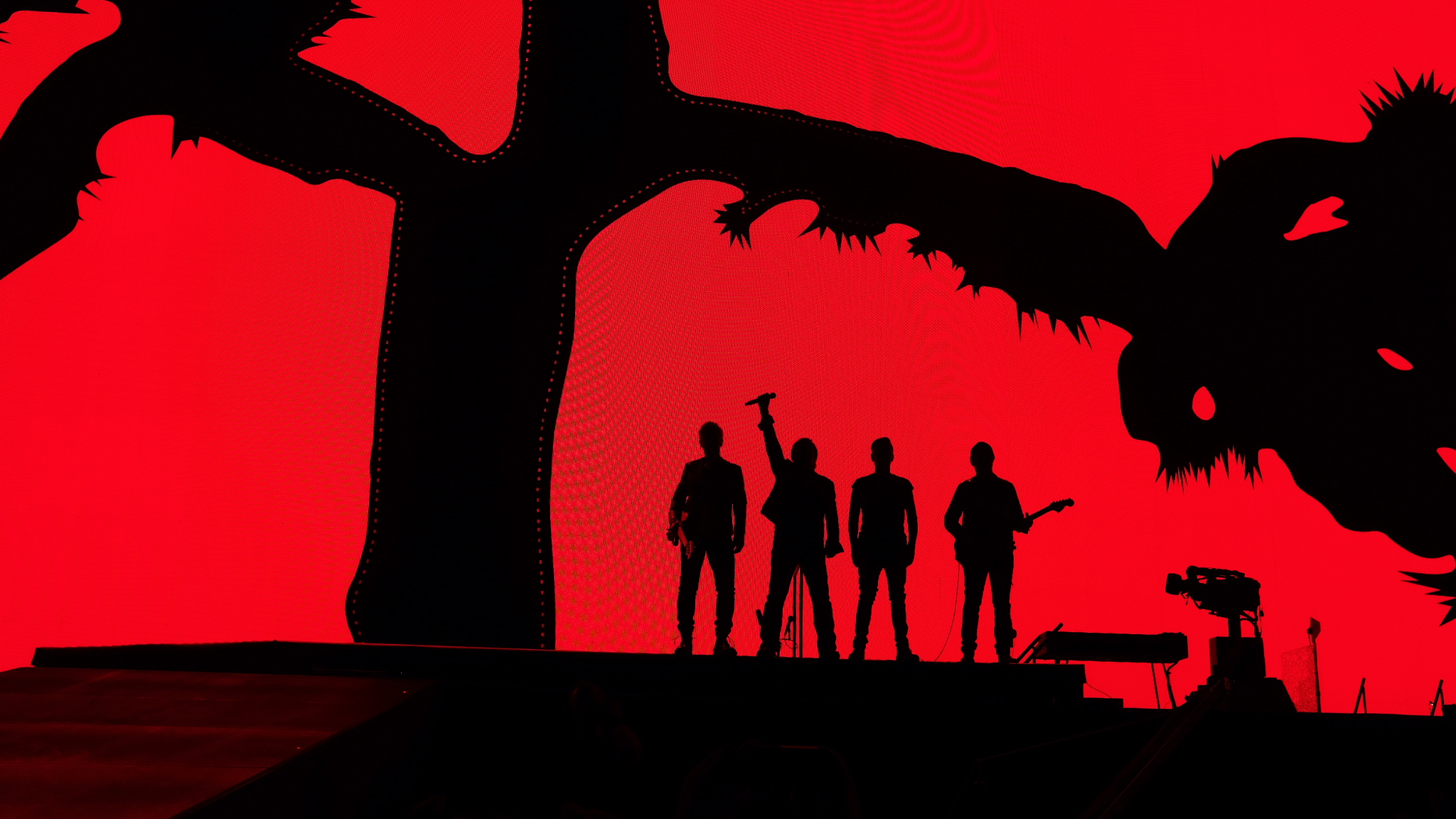
Группа U2 во время концерта в Канзас-Сити, посвящённого 30-летию The Joshua Tree

Большинство концертных туров являются частью рекламной кампании в поддержку нового альбома. Следовательно, большая часть концертной программы состоит из новых песен. Некоторые туры известны как «туры лучших хитов» или «туры воссоединения» без какого-либо нового материала или раскрутки определённого альбома, например, тур группы Fleetwood Mac Unleashed 2009 года и турне группы No Doubt 2009 года под названием Summer Tour. В некоторых случаях артисты отправляются в концертный тур, чтобы отметить юбилей определённого альбома, например тур группы U2, посвященный 30-летию альбома The Joshua Tree (1987), и турне Джанет Джексон 2019 года, посвящённое 30-летию альбома Janet Jackson’s Rhythm Nation 1814.

### Прощальный тур
Прощальный тур представляет собой турне, посвящённое прекращению исполнителем творческой деятельности, дальнейших гастролей или роспуску группы. Многие туры, продвигаемые как «прощальные», зачастую заканчиваются
возобновлением концертов (например Farewell Tour группы Kiss или No More Tours Оззи Осборна). Тур Лучано Паваротти 2004 года и тур Кенни Роджерса 2015—2017 годов являются примерами прощальных туров, которые действительно стали последними, так как были организованы за несколько лет до ухода из жизни артистов.

## Доходы
По состоянию на 2019 год самым прибыльным концертным туром всех времён являлось турне Эда Ширана ÷ 'Divide' Tour в поддержку одноимённого альбома, которое проходило с 2017 по 2019 годы и принесло валовой доход в размере 775,6 млн долларов. На втором месте расположился U2 360° Tour с выручкой в размере $736 137 344. Третье место самых прибыльных концертных туров всех времён заняло турне The Rolling Stones A Bigger Bang Tour, которое принесло группе около 558 млн долларов в период с 2005 по 2007 годы. Тур Мадонны Sticky & Sweet Tour, заработавший 408 млн долларов в 2008–2009 годах, стал самым прибыльным туром среди артисток. Согласно отчёту Billboard Boxscore за 2014 год, пятью самыми успешными концертными исполнителями, заработавшими на гастролях с 1990 года более 1 млрд долларов, являются The Rolling Stones, U2, Брюс Спрингстин, Мадонна и Bon Jovi.
Согласно данным Billboard Boxscore, в 2016 году доходы от гастролей по всему миру превысили 5,5 млрд долларов. Из-за резкого падения продаж аудионосителей в XXI веке концертные туры стали основным источником дохода для записывающихся артистов. Помимо билетов, гастроли также приносят деньги от продажи различной мерчендайзинговой продукции, а также VIP-пропусков за кулисы. Однако в начале 2020-х годов гастрольный бизнес существенно пострадал из-за пандемии COVID-19. Pollstar оценил общий недополученный доход отрасли в 2020 году более чем в 30 млрд долларов.

## Альтернативные варианты
Мобильность концертных туров требует больших затрат, времени и сил. Зачастую музыканты месяцами не видят семьи во время гастролей. Британская певица Адель выразила своё недовольство концепцией концертных туров, сказав: «Гастроли — особая вещь, они мне не особенно подходит. Я настоящая домоседка и получаю радость от повседневных мелочей». В качестве альтернативы существует концепция концертной резиденции, когда фанаты сами приезжают посмотреть на выступление артиста в определённый город. Эта концепция была возрождена в XXI веке канадской певицей Селин Дион благодаря успеху её проекта A New Day... (2003—2007). Её концертная программа представила новую форму театрального развлечения: сплав песен, исполнительского искусства, инновационных сценических постановок и самых современных технологий. Концертная резиденция певицы базировалась в Лас-Вегасе. Благодаря популярности проекта среди фанатов, этот пример был перенят другим артистами. Так, американская певица Леди Гага отменила в 2018 году европейский этап своего мирового турне Joanne World Tour из-за болезни фибромиалгии, которая могла обостриться во время гастролей, и подписала контракт на проживание и выступление в Лас-Вегасе.
Исследование, проведённое в 2015 году благотворительной организацией Help Musicians, показало, что более 60 % музыкантов страдало от депрессии или других психологических проблем, причём во время гастролей эта цифра возрастала до 71 %.